# NGC 1661
NGC 1661 est une vaste galaxie spirale relativement éloignée et située dans la constellation d'Orion. NGC 1661 a été découverte par l'astronome français Édouard Stephan en 1881.

## Caractéristiques
Sa vitesse par rapport au fond diffus cosmologique est de 8 852 ± 5 km/s, ce qui correspond à une distance de Hubble de 130,6 ± 9,1 Mpc (∼426 millions d'al).
À ce jour, trois mesures non basées sur le décalage vers le rouge (redshift) donnent une distance de 118,100 ± 27,829 Mpc (∼385 millions d'al), ce qui est à l'intérieur des valeurs de la distance de Hubble. Notons cependant que c'est avec la valeur moyenne des mesures indépendantes, lorsqu'elles existent, que la base de données NASA/IPAC calcule le diamètre d'une galaxie et qu'en conséquence le diamètre de NGC 1661 pourrait être d'environ 68,4 kpc (∼223 000 al) si on utilisait la distance de Hubble pour le calculer.
La classe de luminosité de NGC 1660 est II-III et elle présente une large raie HI.